# Carson Sink

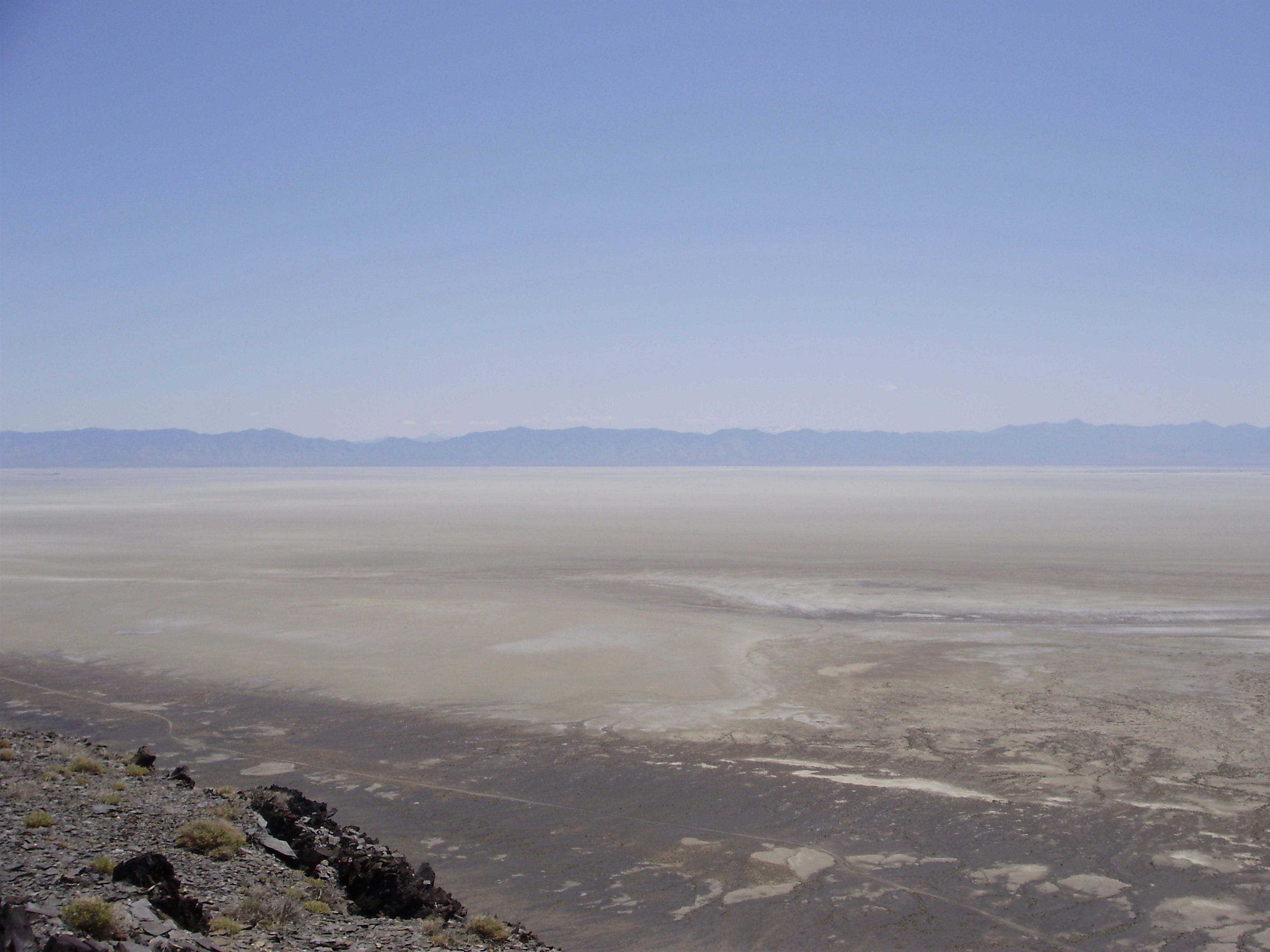
La vista sul Carson Sink dal Topog Peak, nei Monti Humboldt occidentali.

Il Carson Sink è una depressione presente nel Gran Bacino, nel Nevada nord-occidentale, negli Stati Uniti. È parte del più esteso Carson Desert; il bacino è raggiunto dal fiume omonimo e, in seguito all'istituzione del Truckee-Carson Irrigation District ed alla conseguente realizzazione di opere di canalizzazione per l'irrigazione dei terreni agricoli, da parte delle acque del fiume Truckee. Le zone umide presenti nella porzione sudorientale del bacino costituiscono un'importante area di sosta per gli uccelli acquatici e sono protette attraverso il Fallon National Wildlife Refuge e la Stillwater Wildlife Management Area.
La porzione nordoccidentale del bacino è utilizzata come campo di addestramento per aerei da combattimento delle forze armate statunitensi. Un solitario pinnacolo di roccia che si eleva nel bacino - nel campo di addestramento - è considerato sacro dagli indiani Paiute.

## Storia
Il Carson Sink era una porzione profonda del lago Lahontan,  che nel Pleistocene occupava quello che è oggi indicato come il bacino Lahontan.
Uno dei percorsi più seguiti dai cercatori d'oro diretti in California durante la Corsa all'oro, a metà dell'Ottocento, includeva un tratto attraverso il Carson Sink. Nel marzo del 1860 fu costruita la Carson Sink Station del Pony Express.
Nel 1984, nell'argine naturale esistente tra il Carson Sink e l'Humboldt Sink è stato aperto un canale dal Nevada Department of Transportation per impedire alle nevi cadute nei tre anni precedenti di dar vita ad alluvioni che potessero coinvolgere l'Interstate 80 e la città di Lovelock. Il collegamento tra i due bacini è rimasto attivo fino al 1987, quando il canale si è prosciugato.